# Свечной ящик

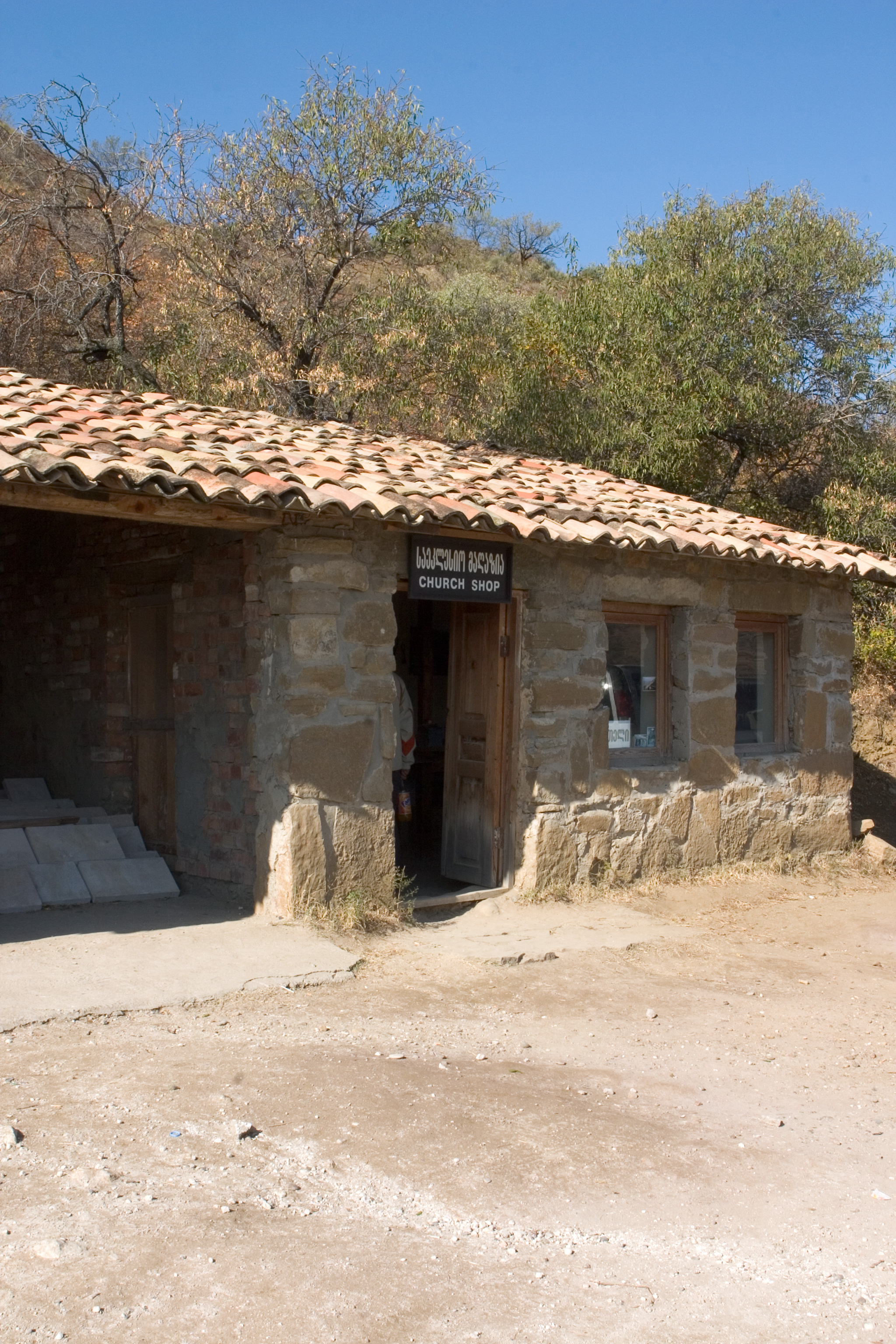
Церковная лавка в Давид-Гареджа

Свечной ящик (также церковная лавка) — место в православном храме или поблизости от него, где можно приобрести церковные свечи и другие предметы религиозного назначения, получить просфоры в конце богослужения, подать поминальные записки, навести справки.
Церковная лавка размещается в западной части храма, и в больших храмах может быть выполнена в виде отдельного помещения или даже здания, но обычно представляет собой высокий прилавок около входа. Название «свечной ящик» восходит ко временам, когда использовался ящик, в котором были отделения для денег и свечей; ящик на ночь переносился в хранилище.
С точки зрения православия в церковной лавке не происходит торговли, а принимаются пожертвования на храм. Так, в случае крайней нужды можно попросить (и получить) свечу бесплатно.